# Núvol molecular

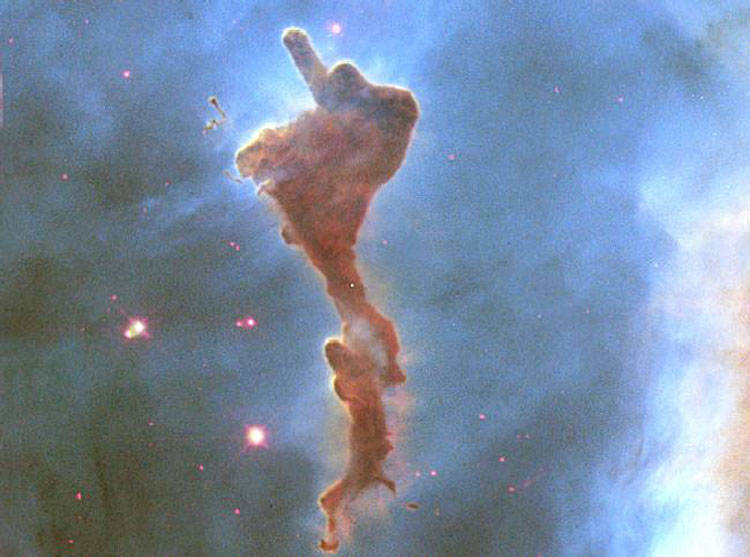
En uns pocs milions d'anys la llum de les estrelles brillants dispersarà aquest núvol de gas i pols. El núvol s'ha trencat de la nebulosa de la Quilla. Es poden veure estrelles noves a les proximitats, les seves imatges es troben envermellides per la llum blava dispersada per la pols. Imatge del telescopi espacial Hubble presa al 1999

Un núvol molecular, també conegut com a viver estel·lar si hi ha formació estel·lar al seu interior, és un tipus de núvol interestel·lar en què la seva densitat i mida permet la formació de molècules, majoritàriament hidrogen molecular (H₂).
L'hidrogen molecular és difícil de detectar en observacions d'ones de ràdio i infraroges, per això la molècula que més s'usa per a determinar la presència de H₂ és el CO (monòxid de carboni). La relació entre la lluminositat del CO i la massa de l' H₂ es creu que és constant, encara que hi ha raons per a dubtar d'aquesta assumpció en observacions fetes en algunes altres galàxies.

## Existència
En la nostra pròpia galàxia, hi ha una quantitat de gas molecular que representa l'1% del volum del medi interestel·lar, no obstant això és també la més densa del medi, i comprèn aproximadament una meitat del total de la massa gasosa interior de l'òrbita galàctica del Sol. El bulb de gas molecular està contingut en un anell entre 3.5 i 7.5 quiloparsecs del centre de la galàxia (el Sol es troba a uns f 8.5 quiloparsecs del centre). Els mapes a gran escala del monòxid de carboni de la galàxia mostren que la posició d'aquest gas té correlació amb els braços espirals de la galàxia. Aquest gas molecular es produeix predominantment en els braços espirals, per tant els núvols moleculars s'han de formar i dissociar en una escala de temps inferior a 10 milions d'anys, el temps que triga la matèria a passar a través de la regió del braç.
Verticalment, el gas molecular habita l'estret pla mitjà del disc galàctic amb una característica escala d'altura, Z, d'aproximadament 50–75 parsecs, molt més prima que el medi atòmic (Z=130–400 pc) i el medi interestel·lar (Z=1000 pc) gasós ionitzat. L'excepció a la distribució del gas ionitzat són les regions HII, que són bombolles de gas calent ionitzat creades en núvols moleculars per la intensa radiació donada per les estrelles joves massives i, com a tals, tenen aproximadament la mateixa distribució vertical que el gas molecular.
La distribució del gas molecular és uniforme al llarg de grans distàncies; no obstant això, la distribució del gas a petita escala és altament irregular i es troba concentrat majoritàriament en núvols discrets i núvols complexos.

## Formació

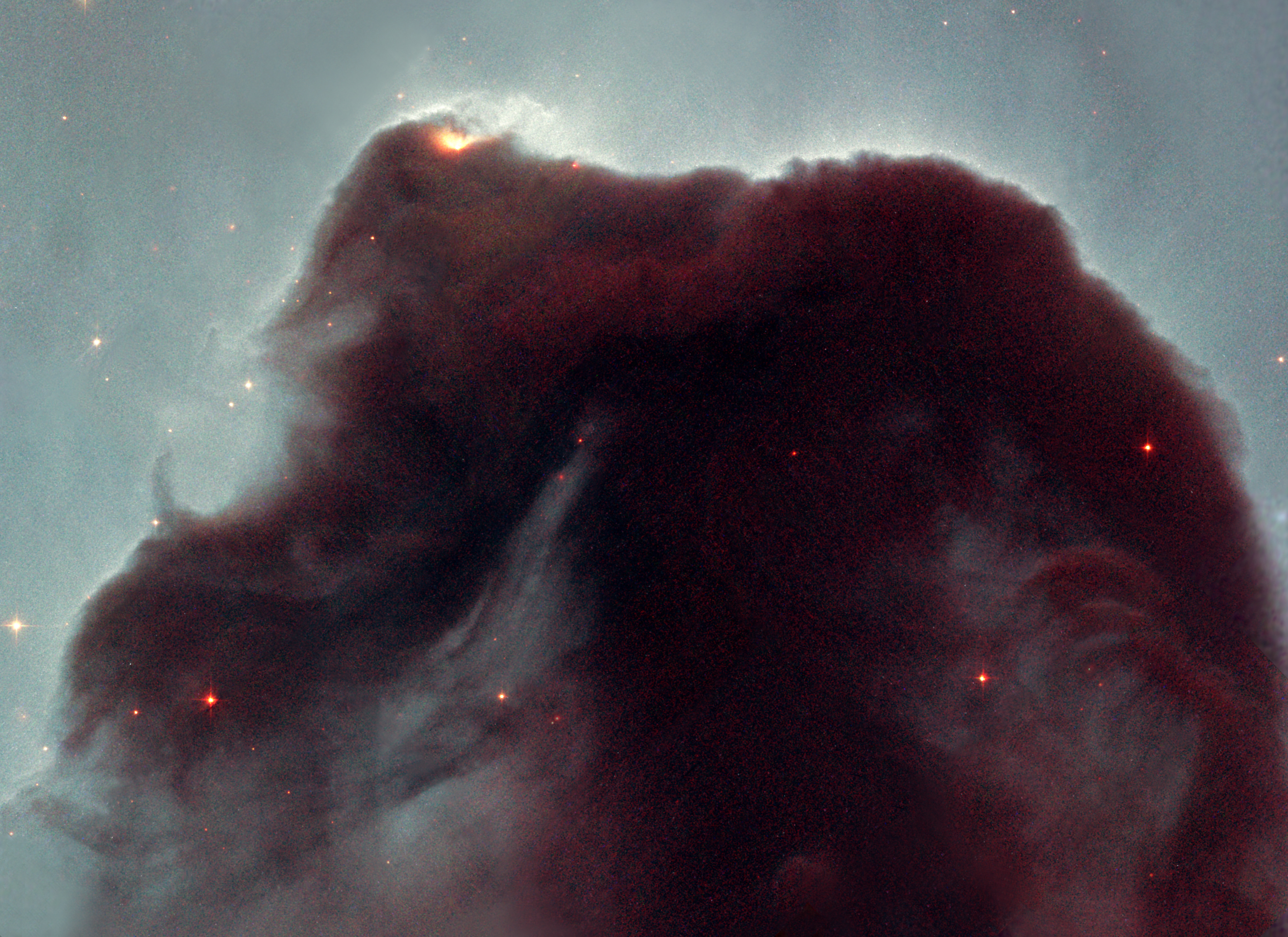
El Nebulós Cap de Cavall, una gran columna d'hidrogen molecular i pols fosca que se superposa a la brillantor de la nebulosa IC 434; totes dues són part del Complex molecular del núvol d'Orió.

Es planteja la hipòtesi que els núvols moleculars, com a lloc de naixement de les estrelles, formen part del cicle del medi interestel·lar, segons el qual el gas i la pols passen dels núvols a les estrelles i, al final de l'existència d'aquestes últimes, tornen a sent part dels núvols, constituint la matèria primera per a una nova generació d'estrelles.
El mitjà interestel·lar és inicialment enrarit, amb una densitat entre 0,1 i 1 partícules per cm3 i normalment al voltant del 70% de la seva massa està compost per hidrogen monoatòmic neutre (HI), mentre que el percentatge restant és predominantment heli amb traces d'elements més pesants, anomenats en argot astronòmic, metalls. La dispersió d'energia, que es tradueix en una emissió de radiació infraroja llunyana (un mecanisme molt eficient) i, per tant, en un refredament del medi, fa que la matèria s'espesseixi en diferents núvols, les regions H I; A mesura que continua el refredament, els núvols es tornen cada cop més densos. Quan la densitat arriba a les 1000 partícules per cm3, el núvol es torna opac a la radiació ultraviolada galàctica; aquestes condicions permeten que els àtoms dhidrogen es combinin en molècules diatòmiques (H2), a través de mecanismes que involucren pols com a catalitzador; el núvol ara es converteix en un núvol molecular, que també pot contenir molècules orgàniques complexes, com aminoàcids i hidrocarburs aromàtics policíclics (HAP). Es formen arran de reaccions químiques entre alguns elements (a més d'hidrogen, carboni, oxigen, nitrogen i sofre) que es produeixen gràcies a l'aportació d'energia que proporcionen els processos de formació estel·lar que tenen lloc a l'interior dels núvols
Si la quantitat de pols dins del núvol és tal que bloqueja la radiació de llum visible provinent de les regions darrere seu, apareix al cel com una nebulosa fosca.

## Tipus de núvols moleculars

### Núvols moleculars gegants (GMC)
Grans agrupacions de gas molecular amb masses de 104–10⁶ vegades la massa del Sol s'anomenen núvols moleculars gegants. Els núvols poden arribar a desenes de parsecs de diàmetre i tenir una densitat mitjana de 10²–10³ partícules per centímetre cúbic (la densitat mitjana de les proximitats del Sol és d'una partícula per centímetre cúbic). Les subestructures d'aquests núvols són agrupacions complexes en forma de filaments, làmines, bombolles i cúmuls irregulars.
Les parts més denses dels filaments i cúmuls s'anomenen cors moleculars, mentre que els cors moleculars més densos s'anomenen cors moleculars densos i tenen densitats superiors a 104–10⁶ partícules per centímetre cúbic. S'ha observat que els cors moleculars tenen traces de monòxid de carboni, mentre els cors densos tenen traces d'amoníac. La concentració de pols dels cors moleculars normalment és suficient per a blocar la llum de les estrelles del fons; és per això que distingim la seva silueta com nebuloses fosques.
Els núvols moleculars gegants són tan grans que els locals poden cobrir una fracció significactiva d'una constel·lació; és per això que molt sovint s'anomenen amb el nom d'aquesta constel·lació, per exemple núvol molecular d'Orió o el núvol molecular de Taure. Aquests núvols moleculars gegants es troben organitzats al voltant del Sol en forma d'anell anomenat cinturó de Gould. L'agrupació de núvols moleculars més massius de la galàxia, el complex Sagitari B2, forma un anell al voltant del centre galàctic d'un radi de 120 parsecs. La regió de Sagitari és químicament rica i sovint s'usa com a exemple pels astrònoms a la recerca de noves molècules en l'espai interestel·lar.

### Núvols moleculars petits
Els petits núvols molecular aïllats gravitacionalment amb masses inferiors a uns centenars de vegades la massa del Sol s'anomenen glòbuls de Bok. Les parts més denses del petits núvols moleculars són equivalents als cors moleculars trobats als núvols moleculars gegants i sovint s'inclouen en els mateixos estudis.

### Núvols moleculars difusos de latituds altes
El 1984, l'IRAS identificà un nou tipus de núvol molecular difús. Es tractava de núvols difusos filamentosos visibles a altes latituds galàctiques (mirant enfora del pla del disc galàctic). Aquests núvols tindrien una densitat típica de 30 partícules per centímetre cúbic.

## Processos

### Formació estel·lar
Es pensa que la creació d'estels succeeix exclusivament dins els núvols moleculars. Això és una conseqüència natural de la seva baixa temperatura i alta densitat, ja que la força gravitacional que actua per a produir el col·lapse del núvol excedeix la pressió interna que l'evita. A més, s'ha observat que els grans núvols on es formen estrelles es troben confinats per la seva pròpia gravetat (com estrelles, planetes i galàxies) més que per una pressió externa (com els núvols del cel).

### Física
La física del núvols moleculars no es troba gaire desenvolupada i és causa de debats. Els moviments interns venen produïts per turbulències de gas magnetitzat fred, per al qual els moviments turbulents són altament supersònics però comparables a les velocitats de pertorbacions magnètiques. Es pensa que aquest estat perd energia ràpidament, i necessita o un total esfondrament o una reinjecció constant d'energia. Al mateix temps, se sap que els núvols són discontinus, possiblement pels efectes d'estrelles massives, abans que una part significant de la seva massa s'hagi convertit en estrelles.
Els núvols moleculars, i especialment els gegants, alberguen sovint màsers astronòmics.
Una gran quantitat d'informació sobre la capacitat dels núvols moleculars per donar lloc a estrelles prové de l'anàlisi de les emissions de les molècules que les constitueixen, en particular a la banda de radiació mil·limètrica i submil·limètrica. Les molècules emeten radiació quan canvien espontàniament el nivell d'energia rotacional. Atès que l'hidrogen molecular és difícil de detectar mitjançant observació infraroja i radioelèctrica, s'utilitza com a traçador la molècula més estesa després del H2, el monòxid de carboni (CO), amb el qual normalment té una relació de 10.000:1, és a dir, 10.000 molècules de H2 per molècula de CO. Usant temperatura com a sinònim d'energia, el primer nivell d'energia rotacional és a 5 K per sobre de l'estat fonamental; en conseqüència, la molècula s'excita fàcilment mitjançant col·lisions amb molècules veïnes, generalment amb H2, ja que és més abundant. Quan la molècula de CO torna al seu estat fonamental, emet un fotó d'acord amb el principi de conservació de l'energia. Atès que la bretxa d'energia entre l'estat fonamental i el primer nivell excitat és força petita, el fotó comporta una petita quantitat d'energia; en particular, per a aquesta transició particular, el fotó s'emet a una longitud d'ona de 2,6 mm (equivalent a una freqüència de 115 GHz), que es troba a la banda de microones.
A més, els núvols moleculars, i especialment els GMC, solen albergar màsers, amb patrons de bombament característics resultants de múltiples transicions en moltes espècies químiques: per exemple, el radical hidroxil (•OH) té emissions de màser en 1.612, 1.665, 1.667, 1.720, 4.660, 4.750, 4.765, 6.031, 6.035 i 13.441 MHz. En aquestes regions també es troben molt sovint aigua, metanol i, més rarament, formaldehid i amoníac.